# Valletjärnarna
Valletjärnarna är tre små sjöar i Bräcke kommun i Jämtland och ingår i Ljungans huvudavrinningsområde. Den nordligaste, som saknar (synlig) förbindelse med de andra ligger i Valletjärnarnas naturreservat och Valletjärnarna Natura 2000-område.